# Partenope (sirena)
(Johann Gottfried Herder, Parthenope, 1796.  Disponibile su Wikisource)

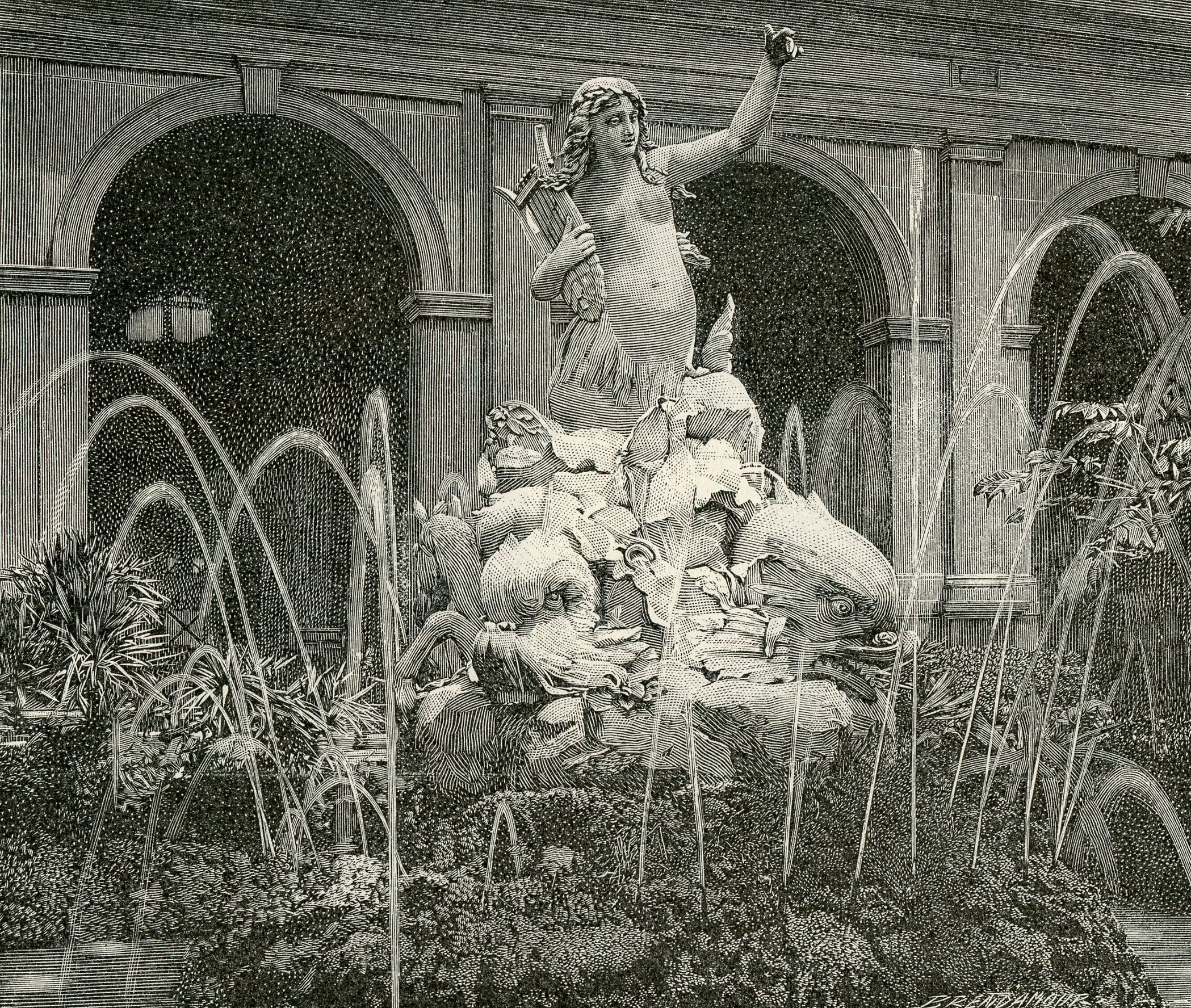
La sirena Partenope nella fontana della Sirena in piazza Sannazaro a Napoli.

Partenope (in greco antico: Παρθενόπη?; in latino Parthenŏpe) era una sirena della mitologia greca.

## Il mito classico

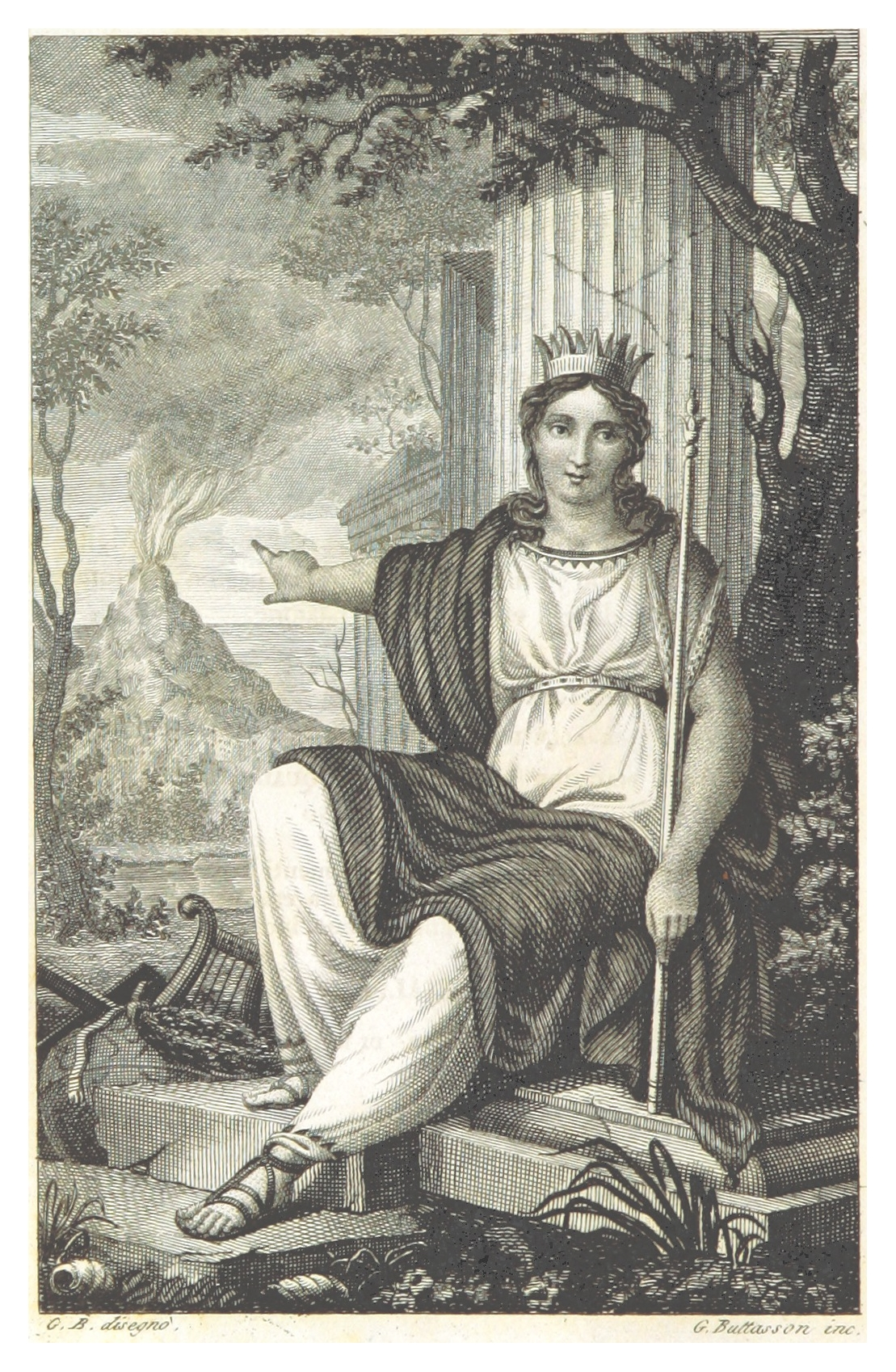
La sirena Partenope.

Secondo Esiodo Partenope era figlia di Forco, mentre altre fonti indicano che fu generata da Acheloo e Terra oppure dalla musa Melpomene.
Secondo la tradizione raccolta nelle Argonautiche orfiche (V secolo d.C.), le tre sirene, Partenope, Ligea e Leucosia, vengono battute nel canto da Orfeo e per la disperazione si buttano in mare, dove vengono trasformate in scogli. Nelle più note Argonautiche di Apollonio Rodio (III secolo a.C.), la loro morte viene attribuita all'insensibilità di Ulisse alla malia del loro canto.
In origine le tre sirene erano tre fanciulle, ancelle della dea Persefone e vivevano nell’antica Hipponion (odierna Vibo Valentia). Dopo il rapimento della dea da parte di Ade che la portò nel suo regno per sposarla, le tre fanciulle vennero trasformate in sirene dalla dea Demetra per non aver impedito il rapimento della figlia Persefone. Le tre sirene, persa la loro umanità, iniziarono ad ammaliare i marinai che passavano lungo la costa vibonese per poi divorarli, fino all'incontro con Ulisse. In tale occasione le sirene non riuscirono nel loro intento e si suicidarono gettandosi in mare per la frustrazione. I loro corpi vengono trasportati dal mare, sicché Ligea finisce a Terina, Leucosia a Posidonia e Partenope alle foci del fiume Sebeto, dove poi i Cumani, con l'espulsione degli oligarchi nell'ambito del clima di stasis (discordia tra fazioni) sotto il tiranno Aristodemo, avrebbero fondato Neapolis.

## Partenope e Napoli
Il corpo esanime della sirena sarebbe giunto nel luogo in cui oggi sorge Castel dell'Ovo e proprio lì le sarebbe stata dedicata una corsa con le fiaccole, che ogni anno si compiva in suo onore (le cosiddette Lampadedromie). Il Suida, lessicografo bizantino del decimo secolo, ci fa sapere che a Napoli fu eretta una statua della sirena («Νeapolis, urbs Ιtalie celebris, in qua Parthenopes Sirenis statua collocata est»), ma non spiega se ai suoi tempi detto monumento era ancora esistente.
A Napoli Partenope era venerata come dea protettrice; per esempio, Virgilio utilizzava il suo nome in senso metonimico e, da qui a partire dalla prima età moderna, con storici e cronisti aragonesi e barocchi, la sirena veniva utilizzata come esempio antonomastico di presunte caratteristiche dei napoletani e dei meridionali in genere, come la doppiezza e la lascivia.